# ゾフィア・ホルシャンスカ
ゾフィア・ホルシャンスカ（ポーランド語:Zofia Holszańska；リトアニア語:Sofija Alšėniškė、1405年頃 - 1461年9月21日）またはソフィヤ・アンドリェーウナ・ハリシャンスカヤ（ベラルーシ語:Соф'я Андрэеўна Гальшанская）は、ポーランド王ヨガイラ（ヴワディスワフ2世ヤギェウォ）の4番目の妃。

## 生涯
ゾフィアは、リトアニア大公国のルーシ人貴族であるハルシャヌィ公アンドレイ・イヴァノヴィチ（pl:Andrzej Holszański）と、その妻アレクサンドラ・ドルツカ（pl:Aleksandra Drucka）との間に生まれた。アレクサンドラの父親は、アルギルダス大公の次男ドミトリユスだと考えられている（これが事実ならば、ヨガイラはゾフィアの大叔父である）。父の姉妹ウリヤナがリトアニアのヴィータウタス大公の妃だったため、ヴィータウタス大公の従兄であるポーランド王との縁談が舞い込んだ。1422年の2月に結婚式が執り行われた時、ヨガイラは既に71歳になっており、一方のゾフィアは17歳くらいだった。結婚式はナヴァフルダクで、ジェマイティア司教マティアス・ヴィルネンシスの主宰で行われた。ゾフィアは1424年2月12日にポーランド王妃として戴冠した。ヨガイラが以前の3度の結婚でもうけた子供のうち、唯一成人していたのがピャスト家の血を受け継ぐヤドヴィガであったが、彼女が1431年に23歳で死んだとき、ゾフィアはこの継娘を毒殺したと噂された。
ゾフィアは3人の息子を産んだが、成長したのは2人だけだった。
1. ヴワディスワフ3世（1424年 - 1444年） - ポーランド王（在位1434年 - 1444年）、ハンガリー王（在位1440年 - 1444年）
2. カジミェシュ（1426年 - 1427年）
3. カジミェシュ4世（1427年 - 1492年） - リトアニア大公（在位1440年 - 1492年）、ポーランド王（在位1447年 - 1492年）

リトアニア人であるヨガイラとゾフィアの息子たちをポーランド王位継承者と認めさせるに当たっては、当初ポーランド貴族たちの抵抗の動きが見られた。ヨガイラは息子の王位相続を認めさせる代わりに、ポーランド貴族に対して政治的譲歩と新たな特権の付与を余儀なくされた。ゾフィアは1453年以後、亡くなるまで聖書のポーランド語翻訳事業を支援していた。